# Sara Whalen
Sara Eve Hess (geborene Whalen; * 28. April 1976 in Natick, Massachusetts) ist eine ehemalige US-amerikanische Fußballspielerin.

## Karriere

### Jugend und College
In ihrer Jugend spielte sie für die Mannschaft der Harborfields High School. Danach ging sie nach ihrem Abschluss in die College-Mannschaft der Connecticut Huskies über, für welche sie von 1994 bis 1997 aktiv war.

### Klub
Ebenfalls auch schon 1997 schloss sie sich dann den Long Island Lady Riders an, für welche sie bis 1999 in der USL W-League auflief. Danach wechselte sie in die neu gegründete WUSA und kam hier ab der Saison 2001 bis zur Saison 2002 für New York Power zum Einsatz und kam hier insgesamt auf 31 Einsätze. Aufgrund eines Kreuzbandrisses, die sie sich in einem Spiel gegen Carolina Courage nach einem Zusammenstoß mit Birgit Prinz zugezogen hatte, musste sie ihre Karriere an diesem Punkt schon beenden.

### Nationalmannschaft
In der US-Nationalmannschaft hatte sie ab dem Jahr 1997 erste Einsätze. Nachdem sie im Finalspiel des Algarve-Cup 1999 zur 73. Minute eingewechselt wurde. War sie auch im Kader der Mannschaft bei der Weltmeisterschaft 1999 dabei. Ihre Einsätze hier waren eine Einwechslung zur zweiten Halbzeit im Gruppenspiel gegen Nigeria, als auch ein Platz in der Startelf in der letzten Gruppenpartie gegen Nordkorea. Im Finalspiel wurde sie schließlich zur Verlängerung noch eingewechselt und gewann so mit ihrem Team am Ende den zweiten Weltmeistertitel.
Auch den Algarve-Cup 2000 gewann sie wieder mit ihrem Team als Einwechselspielerin und wurde schlussendlich auch in den Olympiakader für das Turnier der Spiele im Jahr 2000 berufen. Kam hier jedoch nicht zum Einsatz. Trotzdem war sie so Teil der Mannschaft, die am Ende die Silbermedaille gewann.